# Asculum
Asculum (en llatí Asculum, Ausclum i Osculum en osc, i en grec antic Ἄσκλον, segons Plutarc) va ser una ciutat de la Pulla a uns 15 km al sud d'Herdònia i uns 50 al sud-oest de Canusium. És la moderna Ascoli Piceno.
La ciutat va ser l'escenari de la gran batalla entre Pirros de l'Epir i els romans l'any 279 aC. La batalla, coneguda amb el nom de Batalla d'Asculum, es va lliurar en una plana propera sota uns turons on es van retirar les forces romanes per protegir-se de la cavalleria i dels elefants de Pirros. El rei de l'Epir va obtenir una victòria a un preu molt elevat, d'on va venir el nom de «victòria pírrica».
Era una ciutat independent que va passar a Roma en data desconeguda i apareix al segle i com a seu d'una colònia romana enviada per Gai Grac i més tard per Juli Cèsar. Durant l'Imperi mantenia el rang de colònia sota Antoní Pius, i algunes inscripcions diuen que era una ciutat important al menys fins a Valentinià. L'any 301 va ser la capital del Picenum Suburbicarium en contraposició al Picenun Annonarium, que tenia per capital Ancona. El nom de la ciutat d'Asculum no es troba a cap Itinerarium, però se sap que estava situada en un ramal de la via Àpia que conduïa directament de Beneventum a Canusium.
En aquesta època era la seu del bisbe Emigdi (San Emidio) enviat pel papa Marcel·lí, que va morir durant les persecucions de Dioclecià.
Al segle v va passar als ostrogots i Tòtila la va defensar dels romans d'Orient que finalment la van ocupar l'any 553 i la van integrar al Ducat de la Pentàpolis, dins l'Exarcat de Ravenna. El 578 els llombards la van ocupar i destruir. El 593 es va reconstruir la ciutat i també les fortificacions i es va cedir al ducat de Spoleto. El 774 el duc Ildebrand es va tallar la barba en signe de submissió al Papa segons els costums romans i el Papa li va permetre conservar el ducat si es declarava vassall de l'Emperador. El 789 el bisbe franc Gunigis va rebutjar la dominació de Spoleto i va establir un comtat sota protecció del Papa amb un comte designat per l'emperador, càrrec que normalment requeia en els bisbes. El primer bisbe-comte conegut va ser Emó (Emmone) que va rebre el privilegi d'emetre moneda.